# دمیتری سوکولوف (دوچرخه‌سواری)
دمیتری سوکولوف (روسی: Дмитрий Соколов؛ زادهٔ ۱۹ مارس ۱۹۸۸) دوچرخه‌سوار اهل روسیه است.
از باشگاه‌هایی که در آن بازی کرده‌است می‌توان به تیم کاتیوشا–آلپتسین اشاره کرد.
وی در مسابقات کشوری و بین‌المللی در مجموع برندهٔ ۱ مدال برنز شده‌است.